# Sabungan Nihuta
Sabungan Nihuta is een bestuurslaag in het regentschap Samosir van de provincie Noord-Sumatra, Indonesië. Sabungan Nihuta telt 903 inwoners (volkstelling 2010).